# Ernest Simoni
Ernest Simoni (Blinisht, 1928. október 18. –) római katolikus áldozópap, az albániai katolikus egyház kommunista egyházüldözésének pap túlélője. Ferenc pápa 2016. október 9-én bíborossá nevezte ki. Kora miatt nem vehet részt jövőbeli konklávén. A pápa bíborosi kinevezésével egy időben felmentést adott neki a püspöki rend felvétele alól, ami normál esetben a bíborossá kreált személyek esetében előírás.

## Élete
Ernest Simoni Troshanban született, 1928. október 18-án. Iskolai tanulmányai, melyet egy ferences kollégiumban végzett el, 1938-ban belépett a Ferences rendbe. A rend növendékeként élte meg a kommunista hatalomátvételt, s Enver Hoxha hatalomra jutását. 1948-ban az egyházi iskolákat Albániában megszüntették, s a szerzetesrendeket felszámolták. Ekkor lett számos szerzetes, többek között Vinçenc Prennushi ferences érsek és 37 szerzetestársa vértanú.
A rezsim nyomására egy kis hegyi faluba vonult vissza, ahol - illegálisan - missziós tevékenységet végzett. 1953 és 1955 között katonai szolgálatra hívták be, majd ezután titokban befejezte teológiai tanulmányait, és 1956. április 7-én Shkodrában, a Shkodrai Egyházmegye szolgálatára pappá szentelték.
1964. december 24-én a karácsonyi mise után (amelyben megemlékezett John Fitzgerald Kennedy meggyilkolásáról is) letartóztatták, s halálra ítélték. Ítéletét később 25 év kényszermunkára enyhítették. Rabsága során 1973-ban ismét eljárás alá vonták, azzal a váddal, hogy felkelést szervezett, s életét csak rabtársai vallomásának köszönheti. Büntetése során kemény fizikai munkát kellett végeznie, követ törnie, valamint bányában is dolgozott.
Rabsága során titokban folyamatosan misézett, illetve rabtársait gyóntatta, s részükre kiszolgáltatta a szentségeket.
1981-ben szabadult a börtönből, de ezután is folyamatosan kényszermunkát kellett végeznie a shkodrai szennyvízcsatornákban. A kommunista rezsim 1990-es bukásáig papi tevékenységét titokban végezte, majd részt vett az albán egyház újraindításának megszervezésében.
Ferenc pápa 2014-es tiranai látogatása során elmesélhette élete történetét, melyet a pápa nagy megrendüléssel hallgatott végig.

## Bíborosi kinevezése
Ferenc pápa 2016. október 9-én jelentette be, hogy 14 választó jogú bíboros és négy nem választó jogú bíborost nevez ki, köztük Ernest Simonit. Mivel elmúlt nyolcvanéves ezért a jövőben megrendezésre kerülő konklávén nem vehet majd részt. Bíborossá kreálására a várakozások során 2016. november 19-én került sor. Címtemplomul a Santa Maria della Scala templomot kapta.